# گام هفت‌درجه‌ای

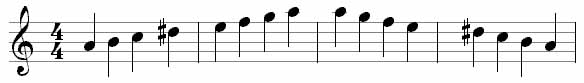
گام میتواندبالارونده باشدوهم پایین رونده

در موسیقی، به ویژگی گام یا نظام یا شیوه‌ای موسیقایی که وجه مشخصهٔ آن استفاده از هفت نغمه یا هفت ردهٔ نغمه‌ای است، هفت‌درجه‌ای (heptatonic) گفته می‌شود. به آن هفت‌نغمه‌ای و هفت‌پرده‌ای نیز گفته شده‌است.
ویژگی گامی که در آن اکتاو octave به هفت قسمت مساوی تقسیم شده است هفت‌درجه‌ای مساوی equiheptatonic نام دارد.
چون در گام‌ها معمولاً نت پایه یا درجهٔ اول در آخر نیز تکرار می‌شود (به منظور پرهیز از تکرار صداهای همنام گام) گام‌های هشت‌درجه‌ای را هفت‌درجه‌ای و گام‌های شش‌درجه‌ای را پنج‌درجه‌ای می‌گویند.